# Fieseler Fi 253
Fieseler Fi 253 „Spatz“ byl německý civilní sportovní hornoplošný letoun s pevným ostruhovým podvozkem. Konstrukce letounu měla být z trubkové oceli a dřevěných křídel potažených látkou. Letoun měl uzavřenou pilotní kabinu.
K prvnímu letu mělo dojít již 4. listopadu 1937. Celkem bylo vyrobeno až šest letounů. Jiný zdroj, ale uvádí, že letounů bylo vyrobeno pět. Další rozpory jsou také okolo prvního letu, který měl proběhnout mezi lety 1940 až 1942.
Letoun vznikl v rámci německé snahy o vytvoření lidového letadla tzv. Volksflugzeug.

## Specifikace (Fi 253)
Technické údaje dle Airwar.ru

### Technické údaje
- Posádka: 1 pilot
- Kapacita: 1 cestující
- Užitečný náklad: 205 kg
- Rozpětí: 11 m
- Délka: 7,25 m
- Výška: 2,3 m
- Nosná plocha: 16 m²
- Prázdná hmotnost: 295 kg
- Max. vzletová hmotnost : 500 kg
- Pohonná jednotka: 1x řadový motor Zündapp Z 9-092
- Výkon pohonné jednotky: 50 k (36,77 kW)

### Výkony
- Cestovní rychlost: 125 km/h
- Maximální rychlost: 140 km/h
- Dolet: 450 km